# Epiphyllum trimetrale
Epiphyllum trimetrale là một loài thực vật có hoa trong họ Cactaceae. Loài này được Croizat mô tả khoa học đầu tiên năm 1946.